# Голомянный
Голомянный — остров архипелага Седова в составе архипелага Северная Земля. Административно относится к Таймырскому Долгано-Ненецкому району Красноярского края. Высшая точка — 26 метров, расположена на юго-востоке острова. Омывается Карским морем. Длина 6 км, ширина от одного до двух километров.

## География, геология

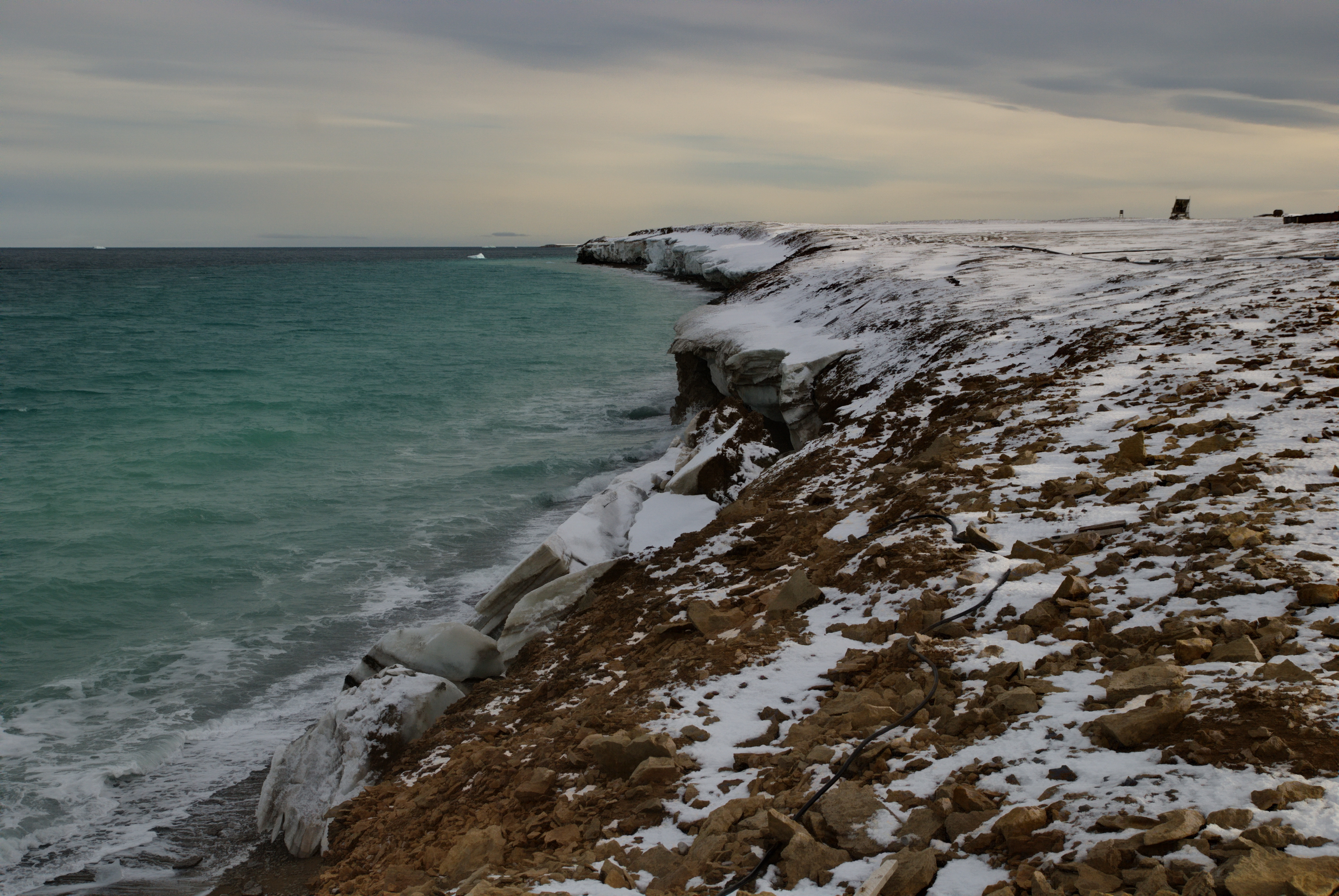
Побережье о. Голомянный в окрестностях полярной станции

Поверхность острова — плато, пересечённое неглубокими низинами. Берега острова изобилуют многочисленными обрывами, порой их высота достигает двенадцати метров. В западной части острова берега пологие. Является крайним западным островом архипелага Седова. Крайняя точка — мыс Промысловый. В архипелаге Северная Земля является вторым наиболее западным островом после острова Шмидта. От острова Средний отделён узким проливом, замерзающим в зимнее время. Юго-восточнее расположен остров Домашний. От острова Крупской отделён проливом Красной Армии. Озёра и реки отсутствуют. На северо-западе, у станции, протекает небольшой ручей, питающийся тающими снегами. На нём сооружена небольшая плотина, создающая малый водоём. Его воды служили в качестве питьевой для полярников и военных. В  советское время, начиная с 1957 года на острове были расположены подразделения 81-го отдельного радиотехнического батальона ПВО ( в\ч ЮЯ 03180) из состава ( в\ч ЮЯ 03177) - 169-го Диксонского радиотехнического полка ПВО СССР, солдаты и офицеры которого несли на РТС круглосуточное боевое дежурство по охране арктических воздушных рубежей нашей страны. После распада СССР (1991-93 г.г.)  радиолокационные и дизельные станции были заброшены, а военнослужащие этого спецподразделения были вывезены с острова на материк.
С весны 1954 года на острове действует полярная станция Остров Голомянный. Станция была организована Г. А. Ушаковым и Н. Н. Урванцевым на острове Домашний, а затем была перенесена на Голомянный, где она и работает и сегодня. В 2010 году полярная станция «Остров Голомянный» переименована в «Морскую гидрометеорологическую береговую станцию (МГ-2) Голомянный».

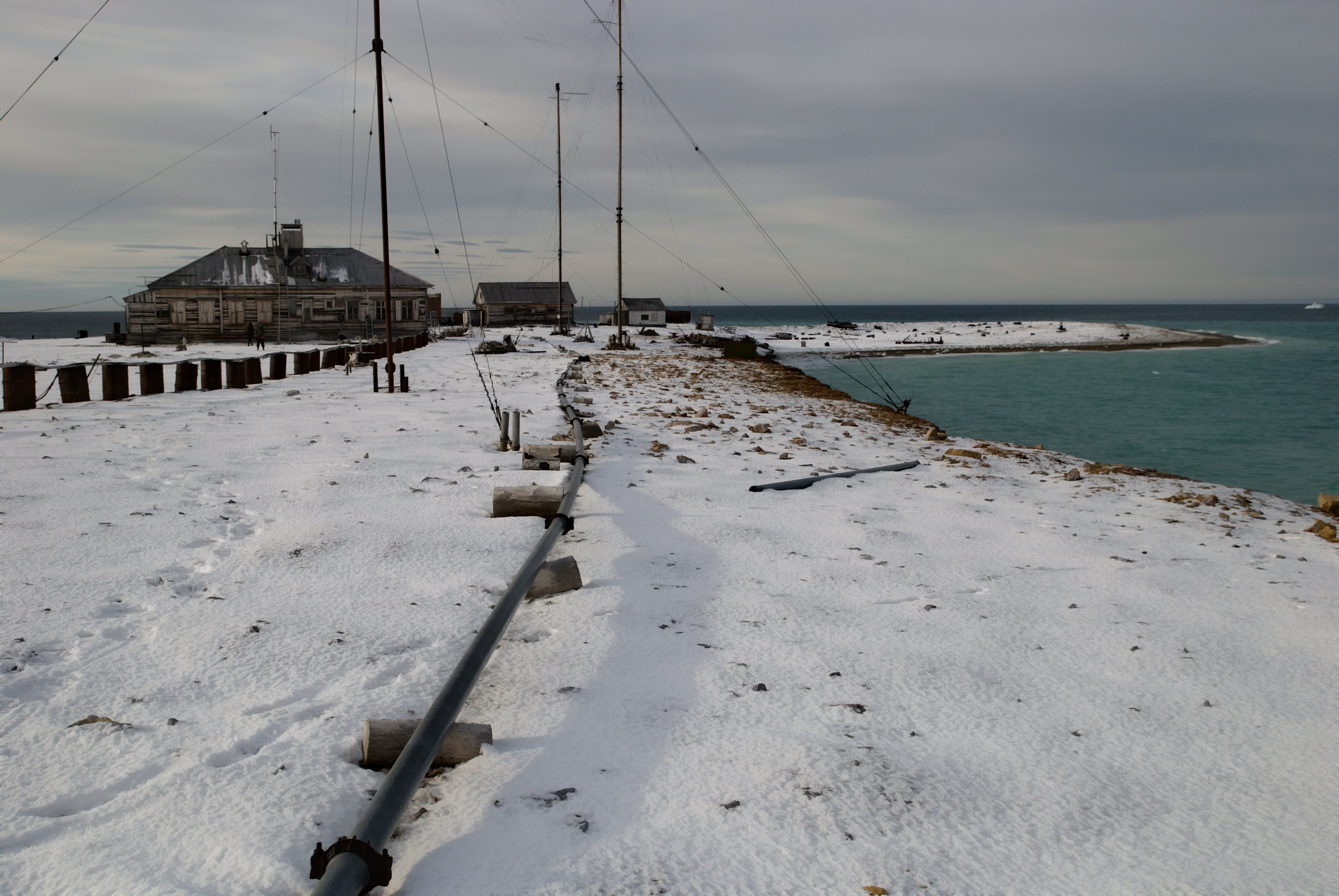
Морская гидрометеорологическая полярная станция Голомянный

На северо-западной оконечности острова, где он заканчивается узким мысом, находится знаменитая одноимённая полярная станция. О станции, людях, работающих в условиях крайнего Севера и об острове режиссёром Борисом Романовым совместно с О. Балабановым (оператор О. Ракутько) был снят документальный фильм «Праздник» (полярная станция острова Голомянный 1 мая 1967 г.).
Грузы на остров доставляются в период навигации судами и авиасообщением.
Почвы
Почвы представлены суглинками с известняком и щебнем. Вечная мерзлота опускается ниже двух метров.
Флора
Встречаются лишайники и мхи, а также полярный мак и камнеломка.
Климат
Лето холодное, пасмурное и сырое. Средняя годовая температура на острове — −14.4 °C. Июль — самый тёплый месяц, средняя температура воздуха 0,6 °C. Февраль — самый холодный месяц, средняя температура воздуха −28 °C. Абсолютный минимум — −50,7 °C. Средняя многолетняя относительная влажность воздуха 88 %. Годовое количество осадков — 247 мм. Ветра преобладают юго-восточные, средняя скорость 6 м/сек. Устойчивый снежный покров образуется в середине сентября (около 16 числа), исчезает в конце июня (около 26 числа). Средняя температура почти всех месяцев отрицательная. На острове отмечена самая низкая среднемесячная температура мая (-15.5), сентября (-8.5), и августа (-2) в Северном полушарии и вторая из самых низких среднемесячных температур апреля в Северном полушарии (-27.5 градусов) после Тикси (-27.6 градусов)..
| Показатель              | Янв.  | Фев.  | Март  | Апр.  | Май   | Июнь  | Июль | Авг. | Сен.  | Окт.  | Нояб. | Дек.  | Год   |
| ----------------------- | ----- | ----- | ----- | ----- | ----- | ----- | ---- | ---- | ----- | ----- | ----- | ----- | ----- |
| Абсолютный максимум, °C | −1,2  | −1,1  | 0,4   | 1     | 3,2   | 8,8   | 14,1 | 10,6 | 4,9   | 1,6   | 0,8   | 0,2   | 13,3  |
| Средняя температура, °C | −27,3 | −28   | −26,8 | −20   | −9,6  | −1,5  | 0,6  | 0    | −3,5  | −11,5 | −20,3 | −25,4 | −14,4 |
| Абсолютный минимум, °C  | −49,1 | −48,2 | −50,7 | −41,8 | −29,6 | −14,7 | −5   | −12  | −21,1 | −35,7 | −42,8 | −46,4 | −50,7 |
| Норма осадков, мм       | 10    | 7     | 8     | 9     | 7     | 13    | 21   | 23   | 21    | 13    | 9     | 9     | 150   |
| Источник:               |       |       |       |       |       |       |      |      |       |       |       |       |       |

## Топографические карты
- Лист карты T-46-I,II,III Средний. Масштаб: 1 : 200 000. Состояние местности на 1988 год. Издание 1993 г.